# Weener

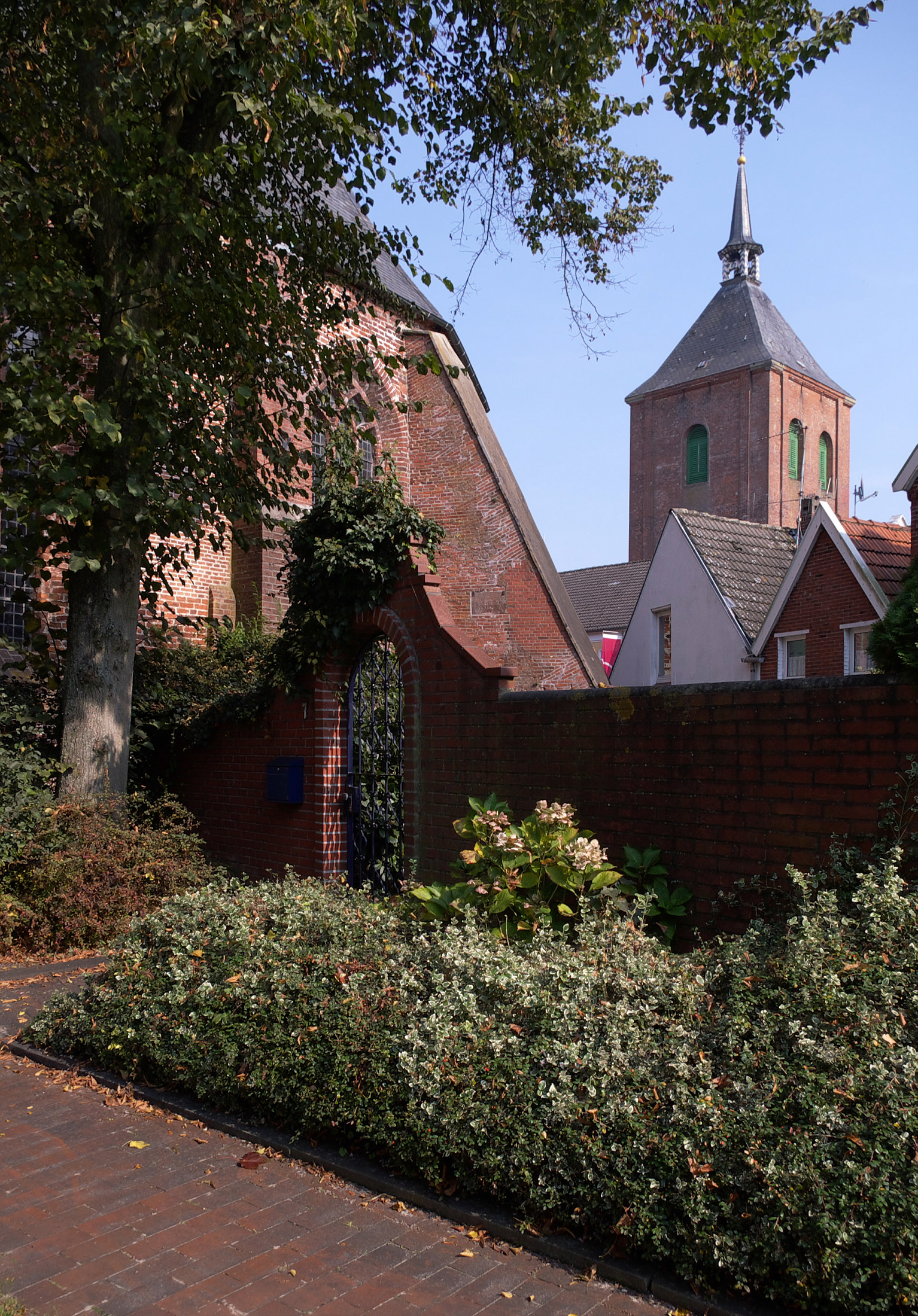
De St. Georgs Kirche

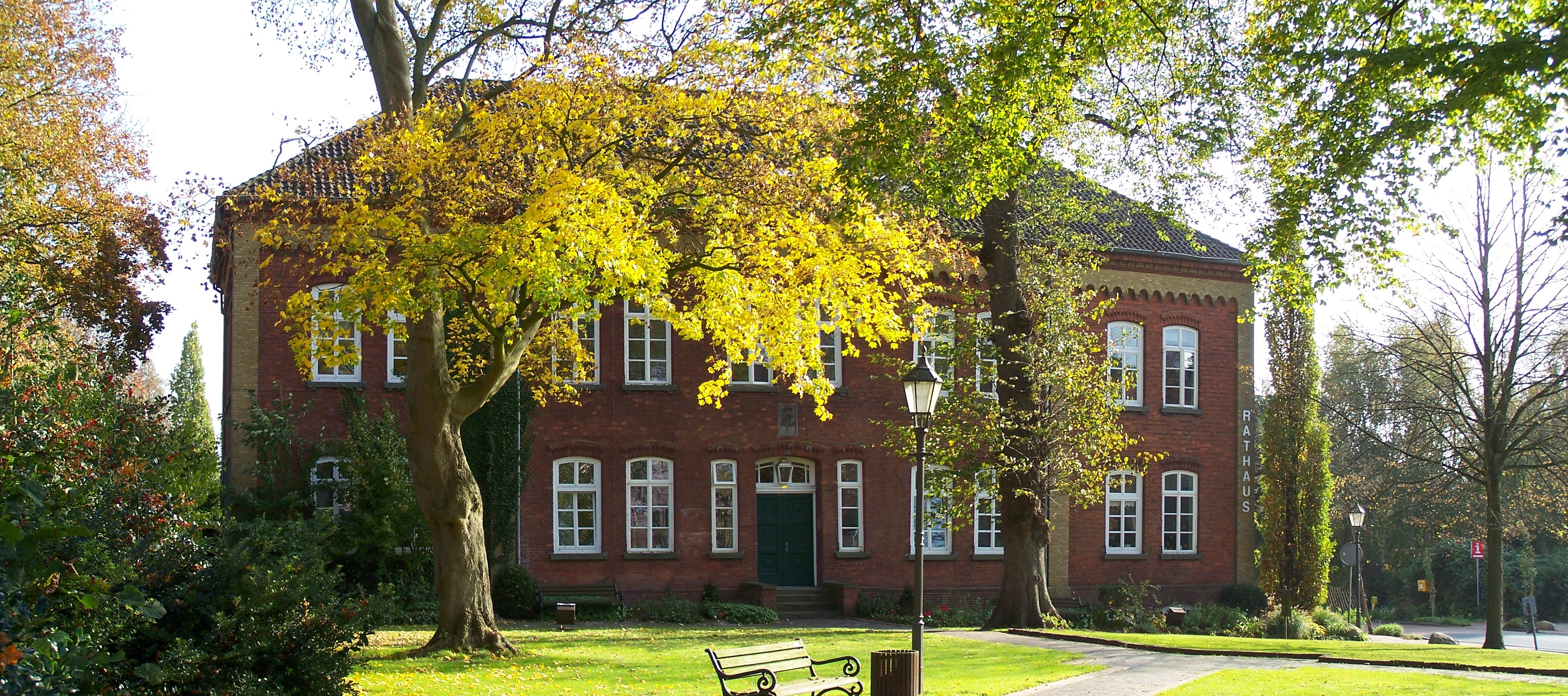
Het Raadhuis van Weener

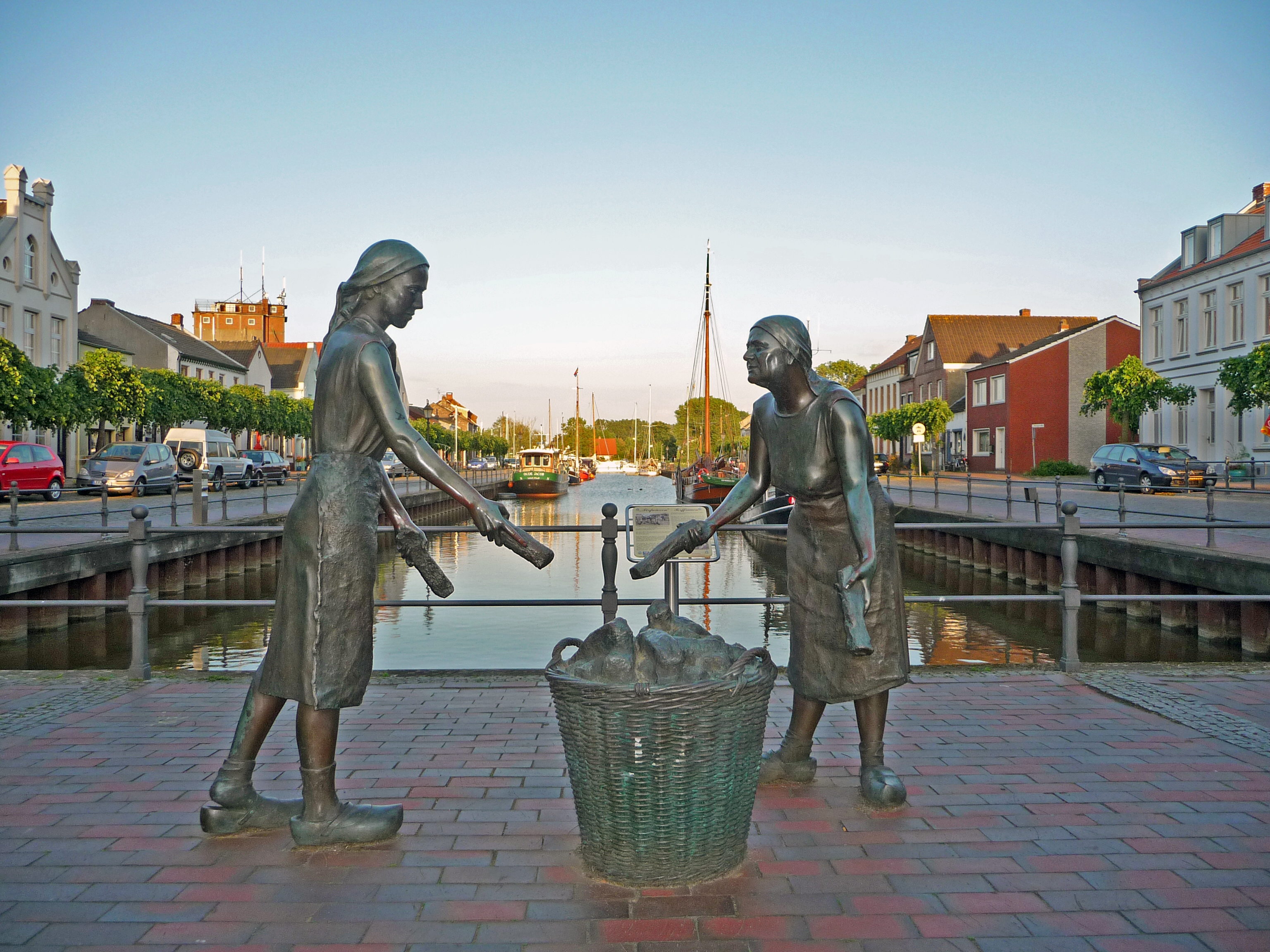
De oude haven van Weener met bronzen monument voor de "Torfwieven" (turfarbeidsters)

Weener is een stad en gemeente in de Duitse deelstaat Nedersaksen, tot 1932 gelegen in de Kreis Weener en nu gelegen in de landkreis Leer. De gemeente telt 15.822 inwoners.

## Bestuurlijke indeling
De gemeente bestaat uit de volgende kernen:
| - Weener (stad) (7.301) - Beschotenweg (168) - Diele (561) - Dielerheide (193) - Ferstenborgum (-) - Halte (132) | - Holthusen (1.125) - Holthuserheide (398) - Kirchborgum (254) - Möhlenwarf (1.862) - Ödenfeld (-) - Sankt Georgiwold (63) | - Stapelmoor (1.083) - Stapelmoorerheide (787) - Tichelwarf (1.723) - Vellage (206) - Weenermoor (352) |

De kernen zijn ondergebracht in 8 kerngebieden ('Ortschaften'), die de voormalige gemeenten zijn (zie onder).
De getallen tussen haakjes, de aantallen inwoners per 31 december 2021 (gemeentetotaal: 16.208), zijn ontleend aan de website van de gemeente.

### Gemeentelijke herindeling 1973
De gemeenten Beschotenweg, Diele, Holthusen, Kirchborgum, Stapelmoor, St. Georgiwold, Vellage, Weenermoor en Weener werden per 1 januari 1973 tot de nieuwe gemeente Weener samengevoegd.
De voormalig zelfstandige gemeenten kennen elk een eigen vertegenwoordiger ('Ortsvorsteher') bij de gemeente. Deze ambtenaar behartigt de belangen van het kerngebied tegenover de organen van het gemeentelijk apparaat, maar deze persoon vervult ook hulpfuncties voor hetzelfde gemeentelijk apparaat.

## Geografie

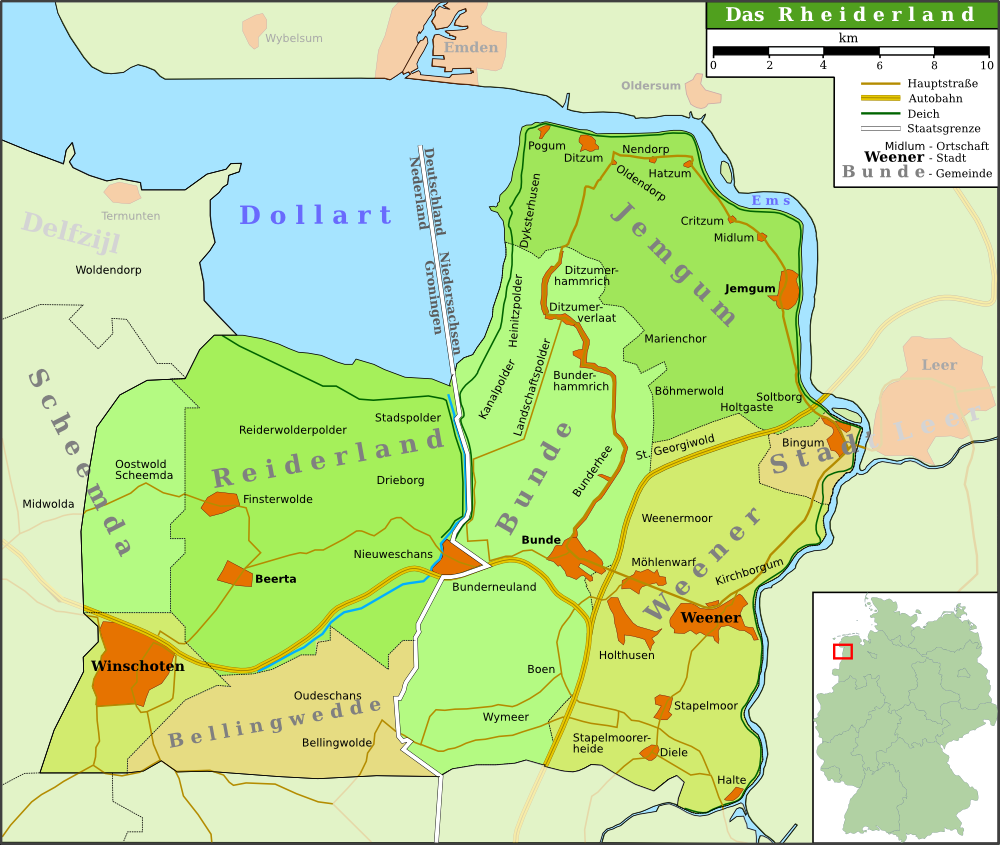
Kaart van het Reiderland; Weener rechtsonder

Weener vormt samen met de gemeenten Jemgum (Jemmingen), Bunde en het dorp Bingum van de gemeente Leer het Duitse deel van het Reiderland in Oost-Friesland.
De oppervlakte van de gemeente is 81 km². De gemeente wordt aan de oostzijde begrensd door de Eems, aan de westzijde ligt de gemeente Bunde. Aan de noordkant grenst Weener aan de gemeente Jemgum en aan Bingum dat deel uitmaakt van de gemeente Leer. Aan de zuidkant ligt de Landkreis Emsland.
De stad ligt op geestgrond wat met name in het centrum goed zichtbaar is aan de bult die enkele meters boven het omliggende land ligt.

## Verkeer en vervoer
- Weener is ontsloten door de nabijgelegen aansluiting van de Emslinie (de Duitse A31) Leer-Ruhrgebied met de A7/Duitse A280 Amsterdam-Groningen-Bunde.
- Station Weener ligt aan de spoorlijn Ihrhove - Nieuweschans en wordt bediend door de treindienst Groningen - Leer van Arriva.

## Politiek

### Samenstelling gemeenteraad
De gemeenteraad bestaat uit 32 gekozen leden, plus een zetel voor de gekozen burgemeester. De raad is sinds de verkiezingen in september 2011 als volgt samengesteld:
| Partij                         | Zetels |
| ------------------------------ | ------ |
| SPD                            | 14     |
| CDU                            | 7      |
| Unabhängige Wählergemeinschaft | 6      |
| Bündnis 90/Die Grünen          | 3      |
| Linke                          | 1      |
| Soziale Fraktion Weener        | 1      |
| Burgemeester1                  | 1      |

1 De burgemeester is ambtshalve lid van de raad

### Burgemeester
In Nedersaksen geldt voor de burgemeester een ambtsperiode van acht jaar. Bij de verkiezingen in 2021 werd Heiko Abbas (CDU) tot burgemeester gekozen.

### Jumelages
De gemeente Weener kent twee jumelages, met Eurajoki in Finland en Les Pieux in Frankrijk, en een zogenaamde 'Patenschaft' met Dipshikha in Bangladesh.

## Bezienswaardigheden

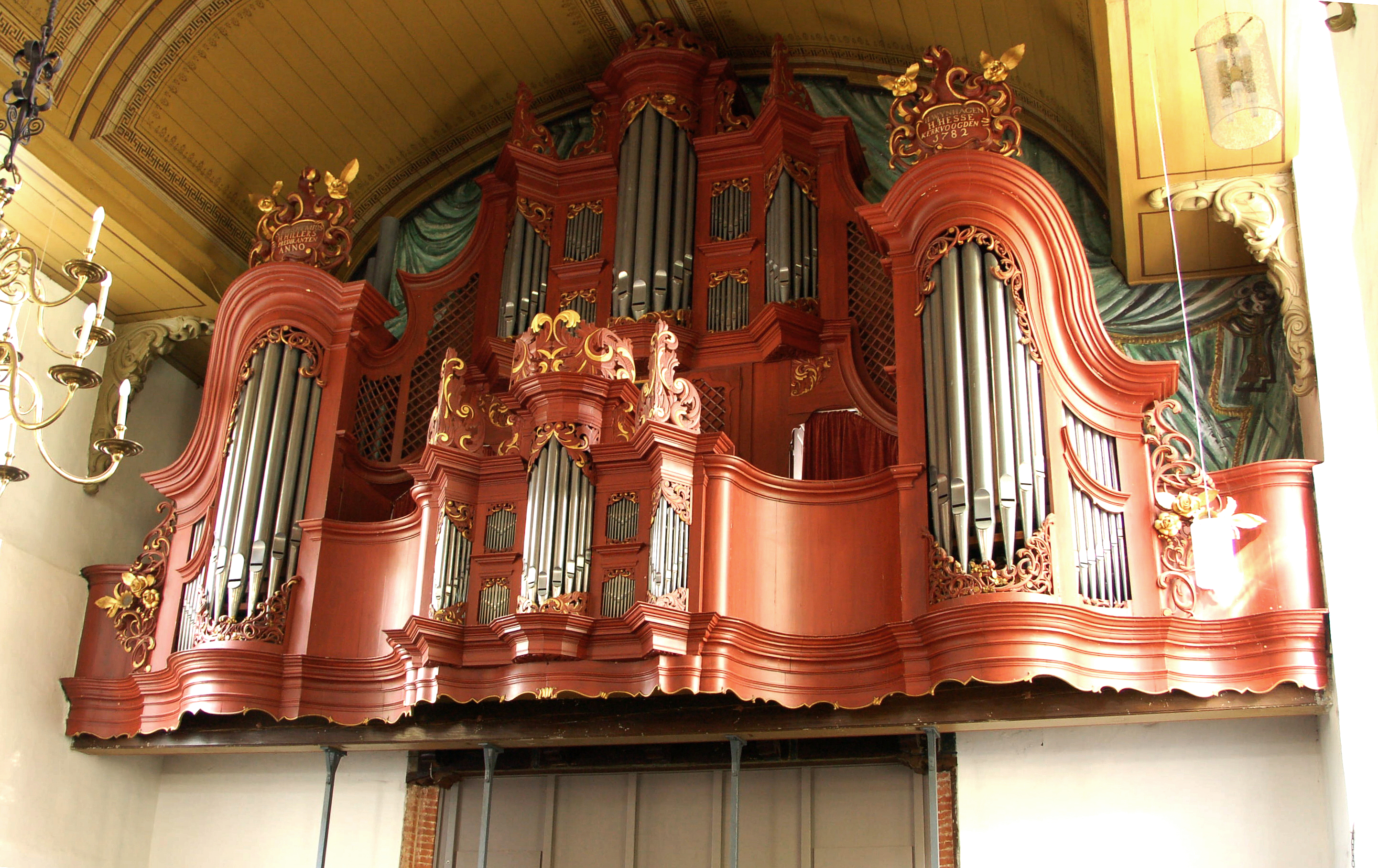
Het Schnitgerorgel in de Skt. Georgskirche
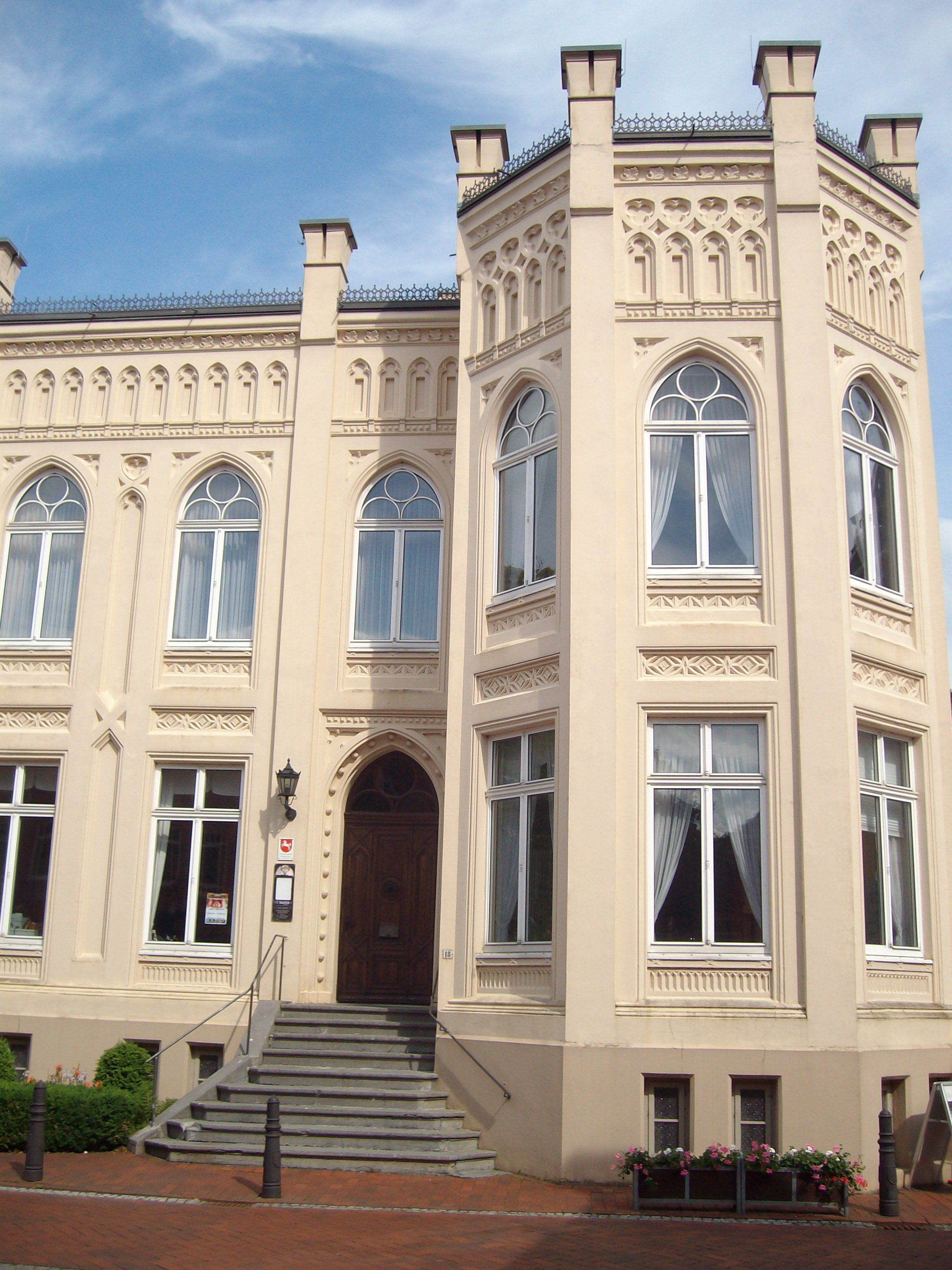
Het Organeum
Friesenbrücke, beweegbare spoorbrug over de Eems.
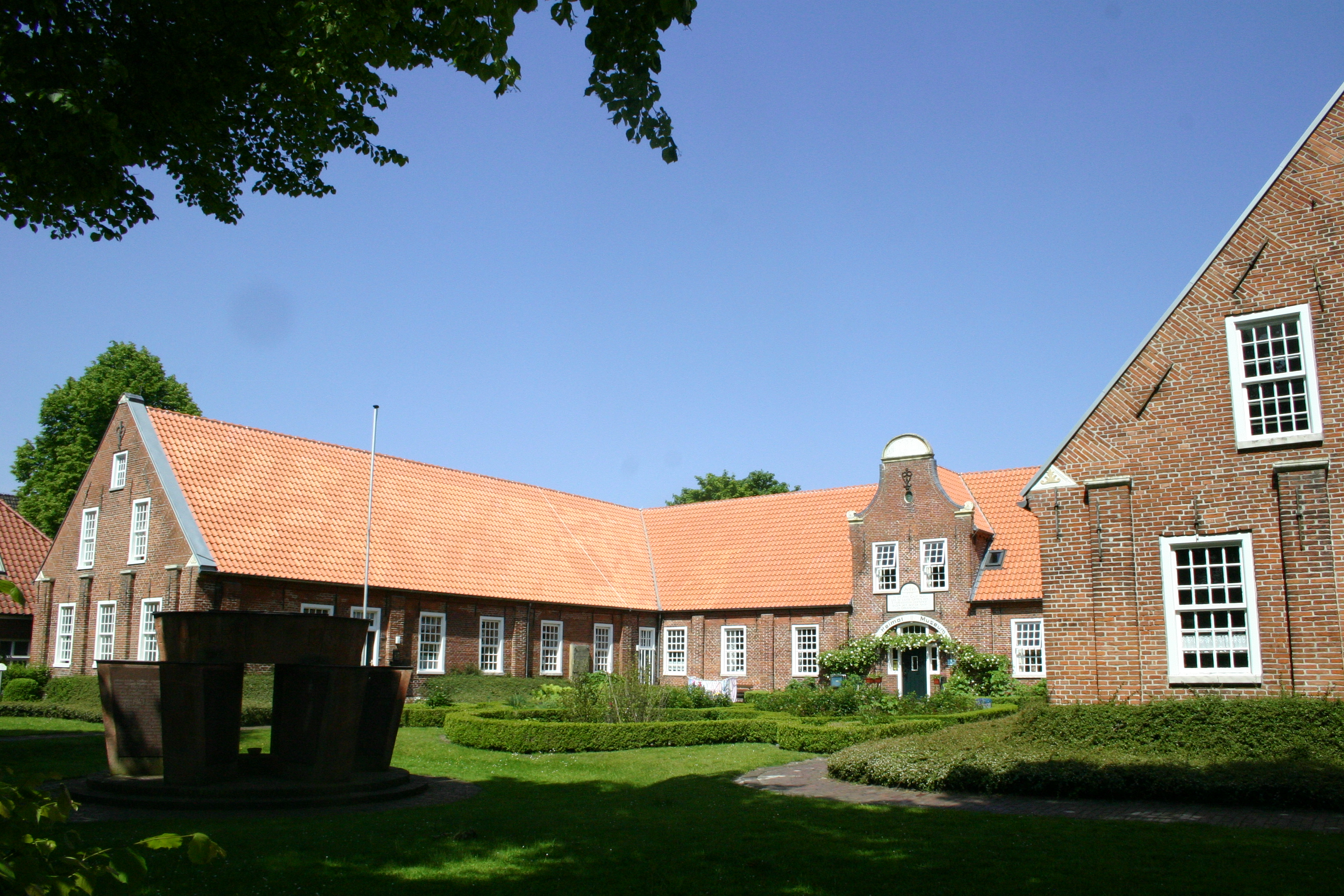
Heimatmuseum Reiderland
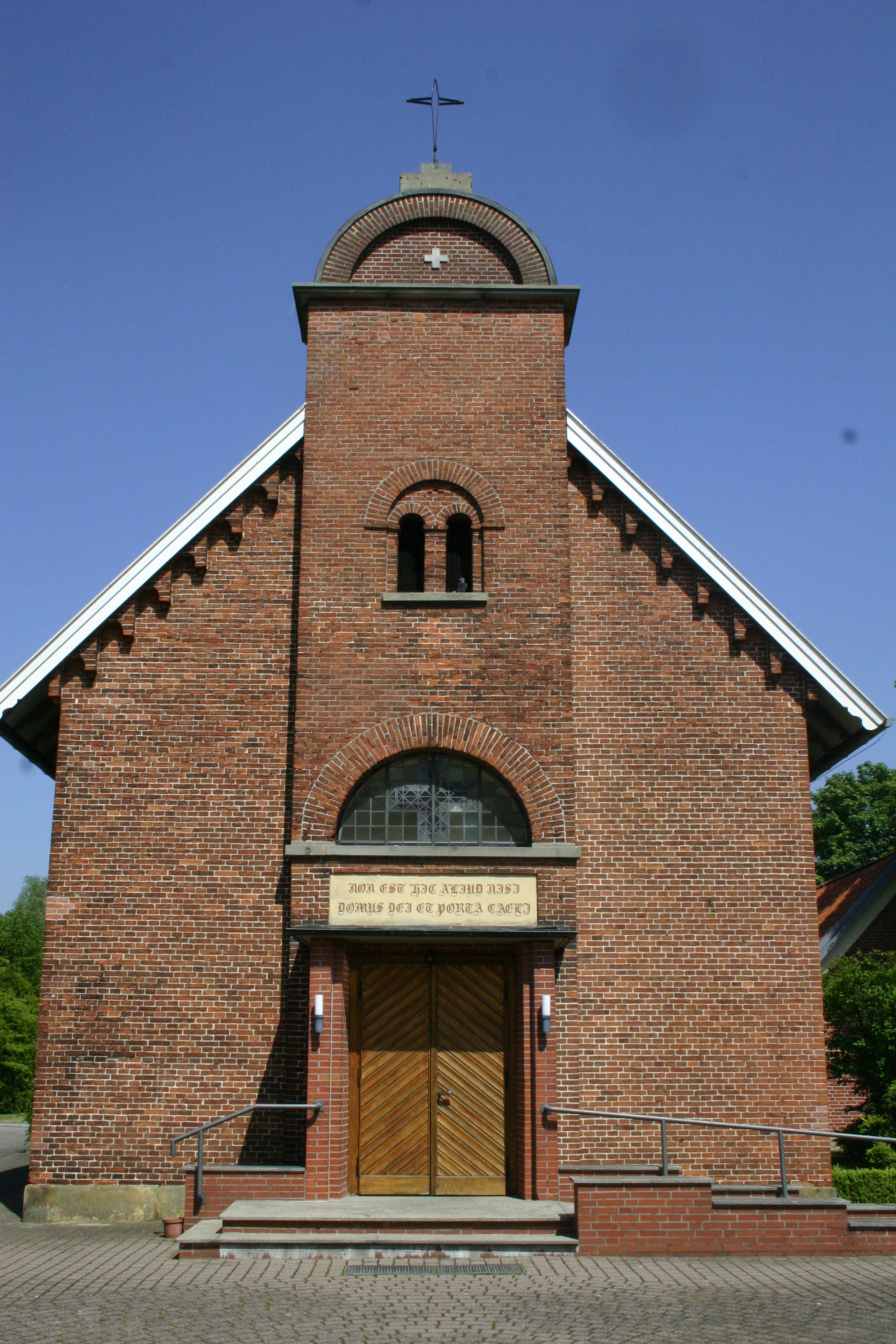
De katholieke St. Jozefkerk

- De evangelisch-hervormde St. Georgs Kirche in Weener is een middeleeuwse kerk in de stijl van de romanogotiek. Het oudste deel van het kerkgebouw dateert van omstreeks 1230. De vrijstaande kerktoren is gebouwd in 1738. Het beroemde kerkorgel uit 1710 is van Arp Schnitger.
- Verbonden met dat orgel is het Organeum, een klavierinstrumentenmuseum, dat een overzicht geeft van het rijke orgelbezit in Oost-Friesland. Het is gevestigd in een stadsvilla in neogotische stijl uit 1870.
- Naast de Hervormde kerk heeft Weener een rooms-katholieke kerk uit 1843, de Jozefkerk. Dit is de enige katholieke kerk in het Duitse deel van het Reiderland.
- Het Heimatmuseum Reiderland, gevestigd in het vroegere armenhuis, geeft een overzicht van de geschiedenis van de streek.
- De Friesenbrücke over de Eems in de spoorlijn Nieuweschans - Ihrhove is de oudste beweegbare spoorbrug in Duitsland. Deze werd op 3 december 2015 door een aanvaring met een vrachtschip zodanig beschadigd, dat hij voorlopig onbruikbaar is en opnieuw zal moeten worden opgebouwd.

## Sport en recreatie
Door deze plaats loopt de Europese Wandelroute E9 van Frankrijk tot aan Polen.

## Media
In Weener verschijnt sinds 1860 het dagblad Rheiderland Zeitung. De krant is nog immer zelfstandig en behoort daarmee tot de kleinste zelfstandige dagbladen in Duitsland. De krant richt zich op Weener, Bunde, Jemgum en Leer. De internationale en nationale verslaggeving wordt verzorgd door de Neue Osnabrücker Zeitung. Tot 2005 werd dit verzorgd door de Nordwest Zeitung uit Oldenburg.
Grote concurrent van het eerstgenoemde dagblad is de Ostfriesen-Zeitung. Deze krant is onder andere gezeteld in Leer en richt zich ook op de berichtgeving uit de omgeving van Weener. Ook deze krant betrekt nieuwsartikelen over nationale en internationale gebeurtenissen van de Neue Osnabrücker Zeitung. 
- Gemeinsame Normdatei: 4064949-0
- Library of Congress Control Number: n78010165
- MusicBrainz: 0841e3d3-b2b6-4b9a-9d15-8b83b305720c
- Nationale Bibliotheek van Israël: 987007561973305171
- Virtual International Authority File: 144222970
- WorldCat: E39PBJmp7Ydmm47khv4kYvYXVC

Hoofdstad: Leer
Overige eenheidsgemeenten: Borkum · Bunde · Jemgum (Jemmingen) · Moormerland · Ostrhauderfehn · Rhauderfehn · Uplengen · Weener · Westoverledingen
Samtgemeinden: Samtgemeinde Hesel · Samtgemeinde Jümme
Gemeenten: Brinkum · Detern · Filsum (hoofdplaats Samtgemeinde Jümme) · Firrel · Hesel (hoofdplaats Samtgemeinde Hesel) · Holtland · Neukamperfehn · Nortmoor · Schwerinsdorf
Gemeentevrij gebied: Lütje Hörn (onbewoond eiland, 0,31 km²)